# (500165) 2012 FO12
(500165) 2012 FO12 es un asteroide perteneciente al cinturón de asteroides, descubierto el 6 de diciembre de 2011 por el equipo del Pan-STARRS desde el Observatorio de Haleakala, Hawái, Estados Unidos.

## Designación y nombre
Designado provisionalmente como 2012 FO12.

## Características orbitales
2012 FO12 está situado a una distancia media del Sol de 2,369 ua, pudiendo alejarse hasta 2,750 ua y acercarse hasta 1,988 ua. Su excentricidad es 0,160 y la inclinación orbital 6,192 grados. Emplea 1332,06 días en completar una órbita alrededor del Sol.

## Características físicas
La magnitud absoluta de 2012 FO12 es 17,6.